# Tremezzina

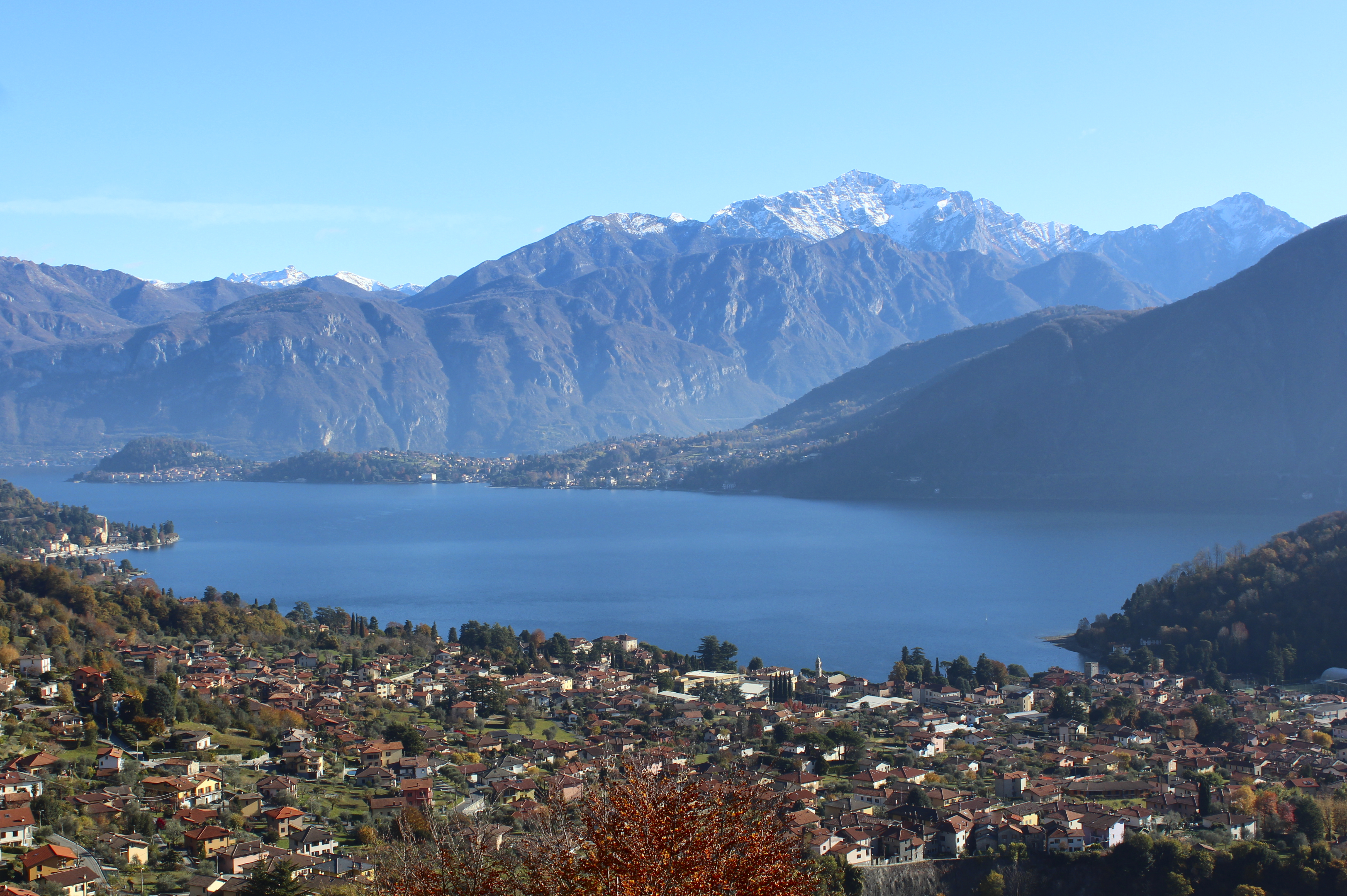
Tremezzina mit den Berg La Grigna im Hintergrund

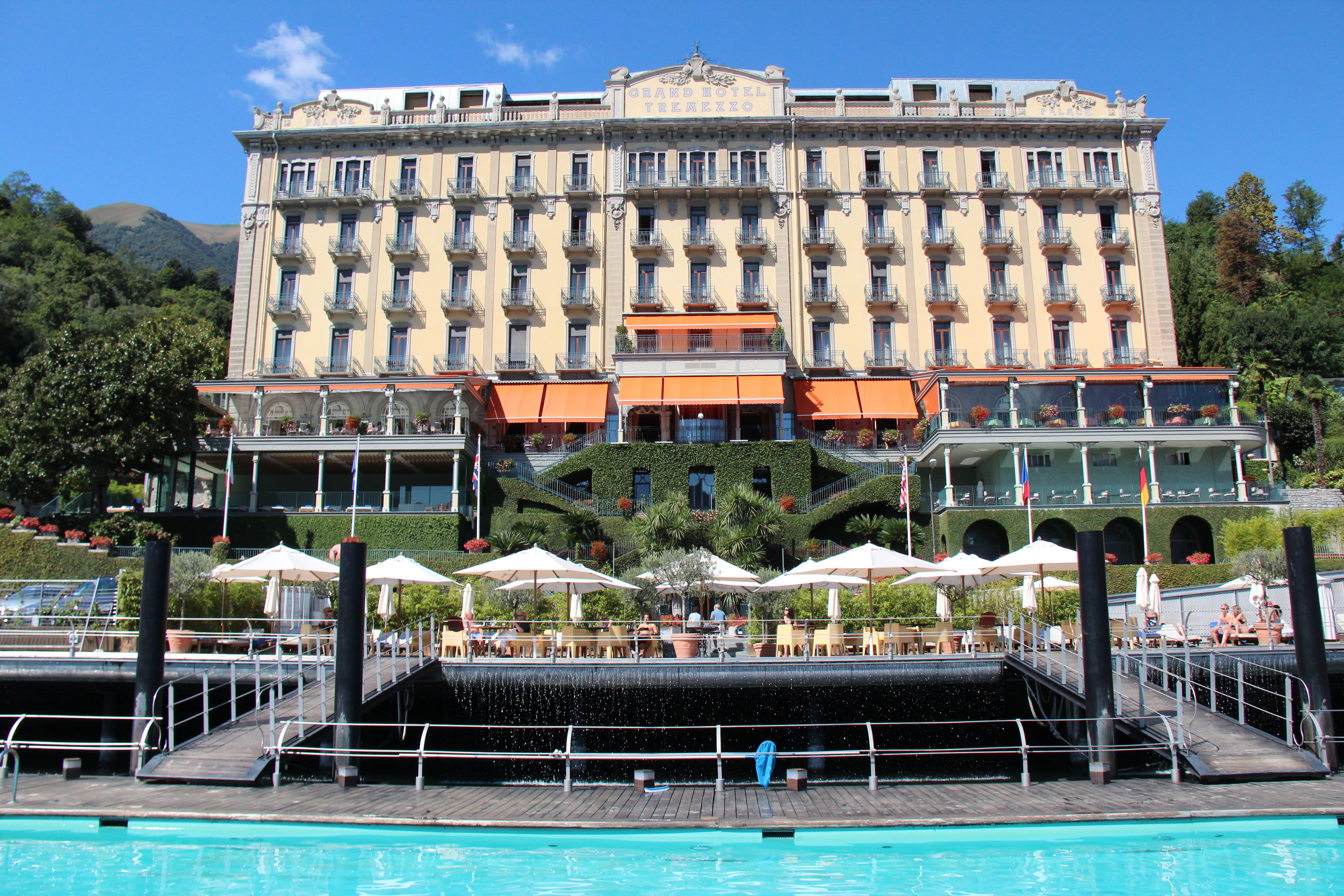
Grand Hotel Tremezzo

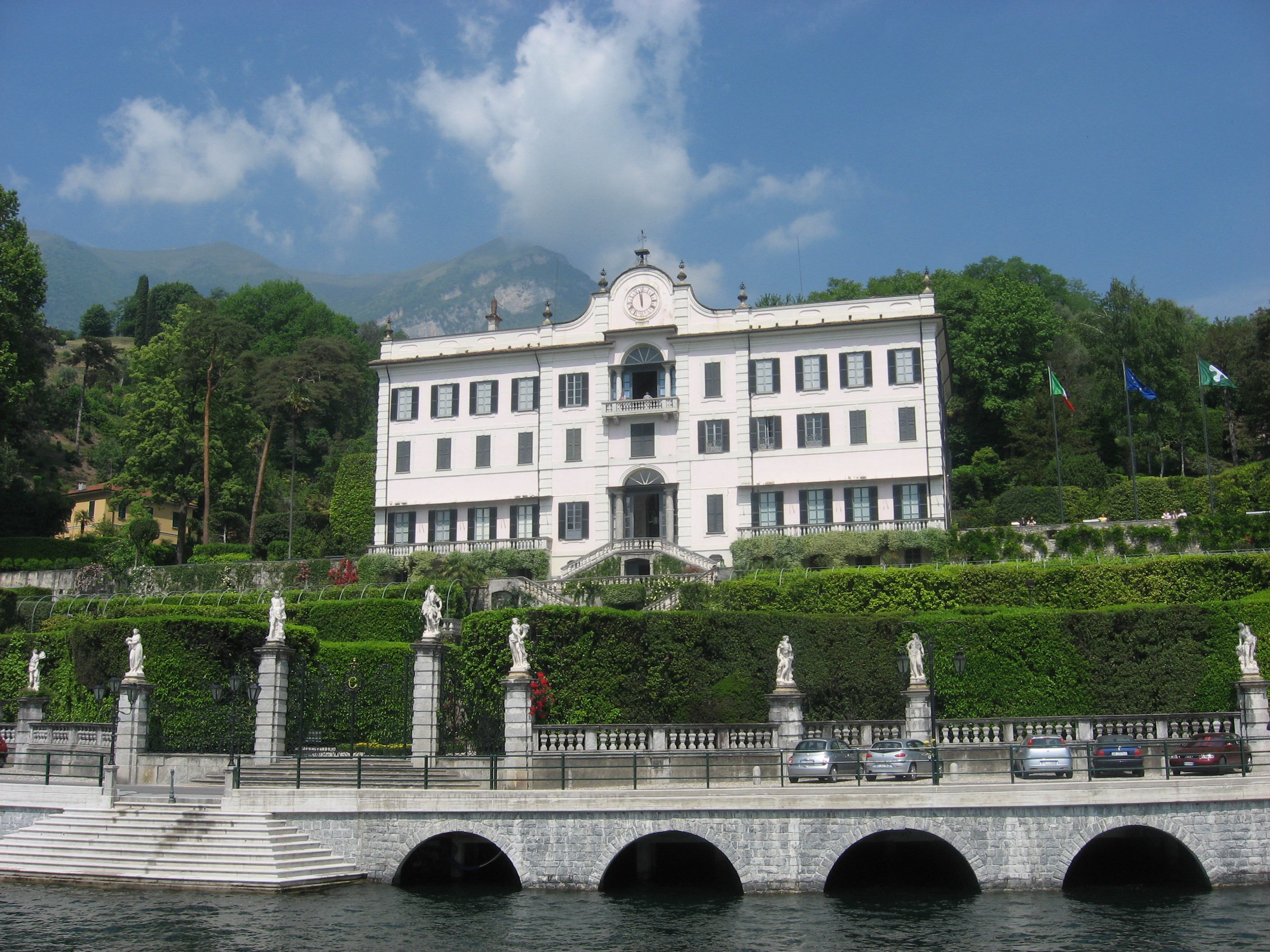
Villa Carlotta

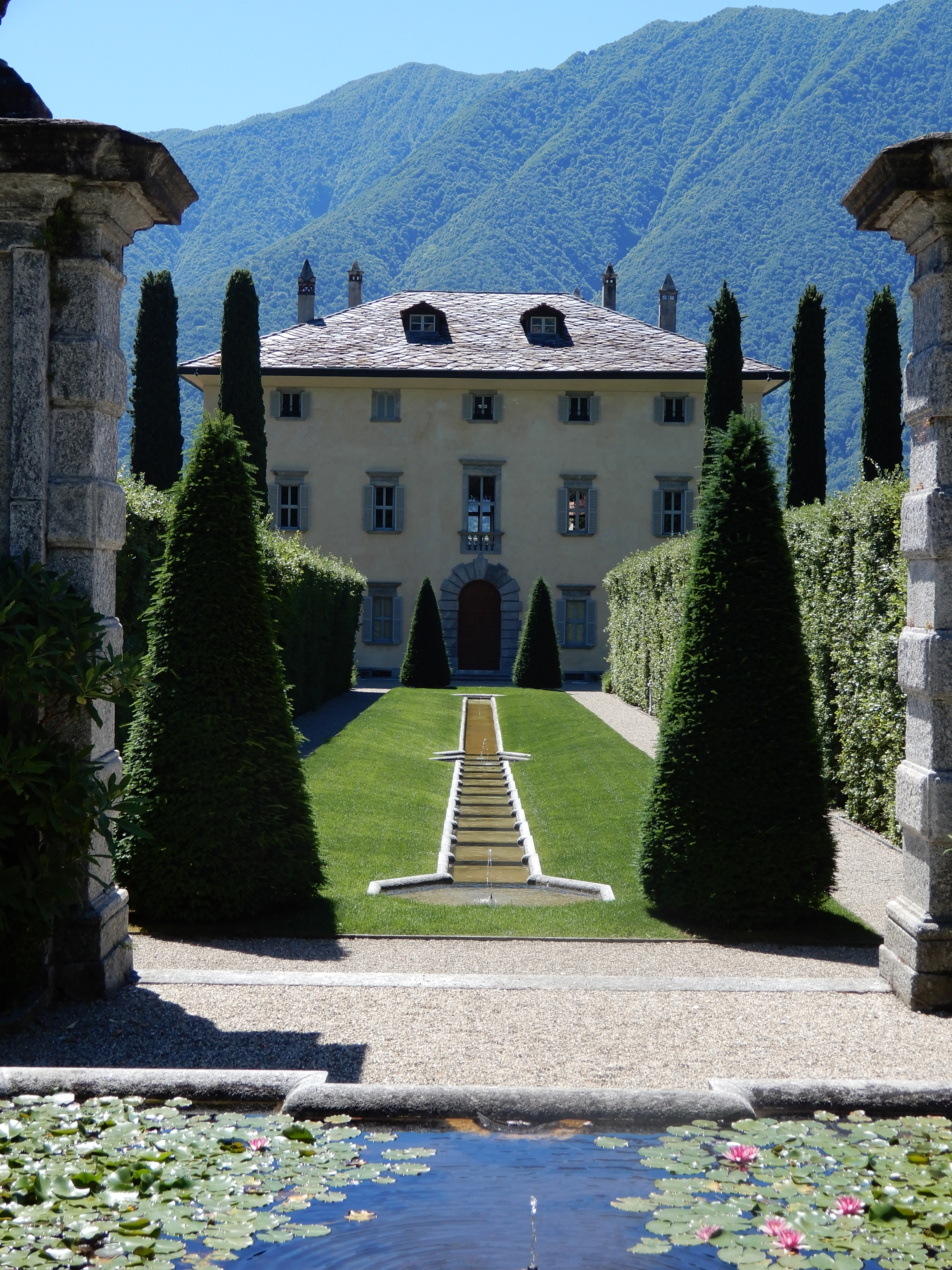
Villa Balbiano

Tremezzina ist eine italienische Gemeinde mit 4981 Einwohnern (Stand 31. Dezember 2023) in der Provinz Como in der Region Lombardei und Mitglied der Gesellschaft I borghi più belli d’Italia (dt. „Die schönsten Orte Italiens“).

## Geographie
Die Gemeinde liegt am Fuße des Monte di Tremezzo (1700 m s.l.m.). Zur Gemeinde gehören die am See gelegenen und vom internationalen Tourismus geprägten Ortsteile Tremezzo, Mezzegra, Lenno und Ossuccio. 
Die Nachbargemeinden sind: Griante, Grandola ed Uniti, Menaggio, Perledo (LC), Plesio, San Siro, Varenna (LC) und Bellagio und Ponna.

## Gemeindefusion
Tremezzina war eine Gemeinde in der italienischen Provinz Como. Sie entstand im Jahre 1928 aus dem Zusammenschluss der drei Gemeinden Lenno, Mezzegra und Tremezzo. Benannt wurde sie nach der Landschaft Tremezzina, einer Region im Westen des Comer Sees.
In der Gemeinde lebten zu jener Zeit 4242 Einwohner (Stand: 1936). Nach dem Ende des Zweiten Weltkriegs wurde sie 1947 aufgelöst und die drei Gründungsgemeinden wurden wieder selbständig.
Am 4. Februar 2014 wurde die Gemeinde Tremezzina durch einen Zusammenschluss der Gemeinden Lenno, Mezzegra, Tremezzo sowie Ossuccio neuerlich gegründet. In diesen vier Gemeinden fand am 1. Dezember 2013 ein nicht bindendes Referendum statt, bei dem sich 63 % der Wähler für einen Zusammenschluss der Gemeinden aussprachen. Zuvor waren vorgenannte Gemeinden gemeinsam mit der Nachbargemeinde Griante in dem Gebietszusammenschluss Unione die Comuni della Tremezzina organisiert. Letztgenannte wurde indes nicht Teil der neugegründeten Gemeinde.
Die Gemeinde gehört zur Comunità Montana del Lario Intelvese und wurde im Jahre 2014 neu gebildet, nachdem sie bereits in den Jahren 1928 bis 1947 unter diesem Namen bestanden hatte.

## Sehenswürdigkeiten
- Kirche San Bartolomeo im Ortsteil Tremezzo[5]
- Villa Carlotta im Ortsteil Tremezzo[6]
- Grand Hotel Tremezzo[7]
- Abtei Acquafredda im Ortsteil Lenno[8]
- Kirche Santo Stefano und romanisches Baptisterium im Ortsteil Lenno[9][10]
- Isola Comacina im Ortsteil Ossuccio
- Romanische Kirche Sant’Andrea[11]
- Hospitalis Santa Maria Maddalena di Stabio im Ortsteil Ossuccio[12]
- Kirche San Benedetto im Val Perlana[13]
- Sacro Monte di Ossuccio[14]
- Villa del Balbianello im Ortsteil Lenno[15]
- Villa Casinella im Ortsteil Lenno
- Villa Sola Cabiati im Ortsteil Tremezzo[16]
- Villa Balbiano im Ortsteil Ossuccio[17]
- Observatorium am Monte Galbiga

## Persönlichkeiten
- Davide Bernasconi (Künstlername: Davide van de Sfroos), Sänger, Autor
- Tullio Abbate, Bootsbauer